# 5 Dywizja Kawalerii (Imperium Rosyjskie)
5 Dywizja Kawalerii (ros. 5-я кавалерийская дивизия) – związek taktyczny Armii Imperium Rosyjskiego.
W 1914 wchodziła w skład 16 Korpusu Armijnego.

## Struktura organizacyjna
Organizacja w 1914
- Dowództwo dywizji – Samara
- 1 Brygada Kawalerii – Kazań
  - 5 Kargopolski pułk dragonów
  - 5 Litewski pułk ułanów
- 2 Brygada Kawalerii – Samara
  - 5 Aleksandryjski pułk huzarów
  - 5 pułk Kozaków Dońskich
- 5 dywizjon artylerii konnej